# Tom Verica
Tom Verica (* 13. Mai 1964 in Philadelphia) ist ein amerikanischer Schauspieler, Filmregisseur und -produzent. Als Schauspieler ist er vor allem als Jack Pryor in American Dreams und als Sam Keating in How to Get Away with Murder, als Regisseur für Dramaserien von Shonda Rhimes bekannt.

## Persönliches
Vericas Vater, der jüngste von fünfzehn Geschwistern, stammt aus einer italienischen katholischen Familie.
Während der High School trat Verica mehrere Jahre als Tänzer in der Musikshow Dancin’ on Air auf, zunächst mit seiner Schwester, die früher als er aufhörte. Auf dem College studierte er Betriebswirtschaft als Hauptfach, bevor er nach New York City ging.
Er ist verheiratet mit der Schauspielerin und Drehbuchautorin Kira Arne Verica, mit der er einen Sohn und eine Tochter hat. Sie leben in Havertown, Pennsylvania. Sein Sohn war neben ihm in How to Get Away with Murder als jüngere Version der Rolle Gabriel Maddox (Rome Flynn), ein Sohn von Vericas Rolle Sam Keating, zu sehen.

## Karriere
In New York hatte Verica seinen ersten Durchbruch auf der Bühne in dem Theaterstück Prelude to a Kiss von Craig Lucas, wo ihn die Produzenten der Fernsehserie L.A. Law entdeckten, in der er 1991 für zwei halbe Staffeln besetzt wurde. Nach folgenden Episodenrollen erhielt er in der zweiten Hälfte der 90er Nebenrollen in Central Park West, The Naked Truth und Providence. Seine größte und längste Rolle spielte er von 2002 bis 2005 in um die 60 Episoden von American Dreams als Familienoberhaupt Jack Pryor.
Neben weiterer Schauspielarbeit begann er danach, sich auch als Regisseur und Produzent zu betätigen, hauptsächlich und langjährig für die von Shonda Rhimes kreierten Serien: unter anderem von 2007 bis 2012 bei Grey’s Anatomy und dem Spin-Off Private Practice sowie von 2012 bis 2018 Scandal. 2014 erhielt er in der von Rhimes produzierten Serie How to Get Away with Murder wieder eine längere Nebenrolle als Sam Keating, der in der ersten Staffel starb, aber bis in die letzte weiter durch Rückblicke zu sehen war. Nach Rhimes’ Netflix-Deal dreht er für den Streamingdienst bei Bridgerton. 2021 erhob Rhimes ihn für die Produktionsfirma Shondaland in die neue Beratungsposition Head of Creative Production.

## Filmografie

### Als Schauspieler
- 1989: Zurück in die Vergangenheit (Quantum Leap, Fernsehserie, 1 Episode)
- 1990: Stirb langsam 2 (Die Hard 2)
- 1990: Wish You Were Here (Fernsehserie, 2 Episoden)
- 1991: L.A. Law – Staranwälte, Tricks, Prozesse (L.A. Law, Fernsehserie, 9 Episoden)
- 1992: Hör mal, wer da hämmert (Home Improvement, Fernsehserie, 1 Episode)
- 1992: Picket Fences – Tatort Gartenzaun (Picket Fences, Fernsehserie, 1 Episode)
- 1993: Mörderischer Amazonas (Eight Hundred Leagues Down the Amazon)
- 1993: South Beach (Fernsehserie, 1 Episode)
- 1993: Punishment – Spur der Gewalt (Donato and Daughter, Fernsehfilm)
- 1993: Moon over Miami (Fernsehserie, 1 Episode)
- 1993: Seinfeld (Fernsehserie, 1 Episode)
- 1994: Der Babymacher (The Babymaker: The Dr. Cecil Jacobson Story, Fernsehfilm)
- 1994: Besessene der Macht (Breach of Conduct, Fernsehfilm)
- 1995: New York Cops – NYPD Blue (NYPD Blue, Fernsehserie, 1 Episode)
- 1995: Hilferuf aus den Flammen (Not Our Son, Fernsehfilm)
- 1995: Matlock (Fernsehserie, 1 Episode)
- 1995–1996: Central Park West (Fernsehserie, 21 Episoden)
- 1996: Assassination File – Operation Laskey (The Assassination File, Fernsehfilm)
- 1996: Big Easy – Straßen der Sünde (The Big Easy, Fernsehserie, 1 Episode)
- 1997: Gun – Kaliber 45 (Gun, Fernsehserie, 1 Episode)
- 1997: Ein Vater zuviel (Fathers’ Day)
- 1997: Loose Women
- 1997: Zwei Singles im Doppelbett (Almost Perfect, Fernsehserie, 1 Episode)
- 1997–1998: The Naked Truth (Fernsehserie, 22 Episoden)
- 1998: Bermuda Dreieck – Das Tor zu einer anderen Welt (Lost in the Bermuda Triangle, Fernsehfilm)
- 1998: From the Earth to the Moon (Dokuserie, 3 Episoden)
- 1999: Love American Style
- 1999: Providence (Fernsehserie, 13 Episoden)
- 1999: Making Contact
- 1999, 2002: Will & Grace (Fernsehserie, 2 Episoden)
- 2001: Frasier (Fernsehserie, 1 Episode)
- 2001: Citizen Baines (Fernsehserie, 4 Episoden)
- 2001–2002: Alles wegen Grace (State of Grace, Fernsehserie, 9 Episoden)
- 2002: Crossing Jordan – Pathologin mit Profil (Crossing Jordan, Fernsehserie, 1 Episode)
- 2002: Baby Bob (Fernsehserie, 1 Episode)
- 2002: Mord nach Plan (Murder by Numbers)
- 2002: Ein Hauch von Himmel (Touched by an Angel)
- 2002: Roter Drache (Red Dragon)
- 2002–2005: American Dreams (Fernsehserie, 61 Episoden)
- 2005: The Bad Girl’s Guide (Fernsehserie, 1 Episode)
- 2005: 4400 – Die Rückkehrer (The 4400, Fernsehserie, 3 Episoden)
- 2006: Law & Order: Special Victims Unit (Fernsehserie, 1 Episode)
- 2006: Dr. House (House, Fernsehserie, 1 Episode)
- 2006: Flags of Our Fathers
- 2006: Boston Legal (Fernsehserie, 1 Episode)
- 2006–2007: The Nine – Die Geiseln (The Nine, Fernsehserie, 10 Episoden)
- 2008: Squeegees
- 2008: Grey’s Anatomy (Fernsehserie, 1 Episode)
- 2009: Lie to Me (Fernsehserie, 1 Episode)
- 2009: Prinzessinnen Schutzprogramm (Fernsehfilm)
- 2009: The Amazing Mrs. Novak (Fernsehfilm)
- 2009: Medium – Nichts bleibt verborgen (Medium, Fernsehserie, 1 Episode)
- 2010: The Closer (Fernsehserie, 1 Episode)
- 2011: Hound Dogs (Fernsehfilm)
- 2014–2020: How to Get Away with Murder (Fernsehserie, 23 Episoden)
- 2017: Dropping the Soap (Fernsehserie, 1 Episode)

### Als Regisseur
- 2003: Studio City (Kurzfilm)
- 2003: George & Gracie (Kurzfilm, auch Drehbuch und Produzent)
- 2004: American Dreams (Fernsehserie, 2 Episoden)
- 2007: What About Brian (Fernsehserie, 1 Episode)
- 2007: Six Degrees (Fernsehserie, 1 Episode)
- 2007–2008: Boston Legal (Fernsehserie, 2 Episoden)
- 2007–2011: Grey’s Anatomy (Fernsehserie, 9 Episoden)
- 2008: Men in Trees (Fernsehserie, 1 Episode)
- 2008: The Cleaner (Fernsehserie, 1 Episode)
- 2008: My Own Worst Enemy (Fernsehserie, 1 Episode)
- 2008–2012: Private Practice (Fernsehserie, 7 Episoden)
- 2009: The Beast (Fernsehserie, 1 Episode)
- 2009: Dirty Sexy Money (Fernsehserie, 1 Episode)
- 2009: Ugly Betty (Fernsehserie, 2 Episoden)
- 2009: Army Wives (Fernsehserie, 1 Episode)
- 2010: Eastwick (Fernsehserie, 1 Episode)
- 2010: The Deep End (Fernsehserie, 1 Episode)
- 2010: My Superhero Family (No Ordinary Family, Fernsehserie, 1 Episode)
- 2011–2012: The Mentalist (Fernsehserie, 3 Episoden)
- 2011–2012: Harry’s Law (Fernsehserie, 2 Episoden)
- 2012: Body of Proof (Fernsehserie, 1 Episode)
- 2012–2018: Scandal (Fernsehserie, 23 Episoden; (Ko-) Executive Producer, 101 Episoden)
- 2017: Still Star-Crossed (Fernsehserie, 1 Episode)
- 2018–2019: For the People (Fernsehserie, 6 Episoden; Executive Producer, 16 Episoden)
- 2020: Seattle Firefighters – Die jungen Helden (Station 19, Fernsehserie, 1 Episode)
- 2020: The Umbrella Academy (Fernsehserie, 2 Episoden)
- seit 2020: Bridgerton (Fernsehserie, auch (Co-) Executive Producer)
- 2022: Inventing Anna (Fernsehserie, 2 Episoden; Executive Producer, 9 Episoden)
- 2023: Queen Charlotte: Eine Bridgerton-Geschichte (Fernsehserie, 6 Episoden; auch Executive Producer)